# 週包
週包（西班牙語：或），是古巴黑市於2008年開辦的一款1太字节大小的數位資料集合包，作為網路存取的替代品。其在2015年為古巴人的第一手娛樂資源來源。週包收錄了電視劇、音樂、電影、短片、西班牙語新聞網頁、電腦技術網頁、教學影片和古巴當地廣告等內容。大部分客戶只需要該包的部分資源，其售價約為1美元。
截至2016年5月，尚不清楚這些資源是怎麼得到的，以及是誰匯集這些資源的。有人猜測認為，由於週包內缺少色情內容和反政府觀點的內容，古巴政府可能參與了週包的製作。